# 글로벌스타
글로벌스타(Globalstar)는 미국의 위성 전화 및 저속 데이터 통신을 위해 지구 저궤도 통신위성을 운영하는 미국의 위성통신 사업자이다.

## 같이 보기
- 위성 전화
- 인마샛
- 스타링크
- 탈레스 알레니아 스페이스